# Michael Suby
Michael „Mike“ Suby ist ein US-amerikanischer Komponist. Er komponierte die Musik zu den Serien Vampire Diaries und Pretty Little Liars. Er war auch für die Musik von Kyle XY und Make It or Break It verantwortlich.

## Filmografie (Auswahl)
- 2004: Butterfly Effect (The Butterfly Effect)
- 2004: Able Edwards
- 2005: Der Zodiac-Killer (The Zodiac)
- 2005: Tamara – Rache kann so verführerisch sein (Tamara)
- 2006: Butterfly Effect 2 (The Butterfly Effect 2)
- 2007: Home of the Giants
- 2009: Kill Theory
- 2009: Dark Legends – Neugier kann tödlich sein (The Shortcut)
- 2020: Ghosts of War